# Борго Челано (Фођа)
Борго Челано (итал. Borgo Celano) је насеље у Италији у округу Фођа, региону Апулија.
Према процени из 2011. у насељу је живело 532 становника. Насеље се налази на надморској висини од 671 м.